# 법적 성별
법적 성별은 법적 영역에서 판단되는 성별이다. 남성과 여성을 인정하는 나라와 남성과 여성과 기타성을 인정하는 국가가 있다. 성전환 수술을 받으면 법적 성별을 정정할 수 있다. 

## 같이 보기
- 섹스
- 젠더
- 논바이너리 젠더의 법적 인정
- 성별 자기식별